# Clusia fructiangusta
Clusia fructiangusta es una especie de planta con flor en la familia de las clusiáceas. Muy llamativa por sus hojas más o menos espatuladas y sésiles, inflorescencias alargadas y frutos estrechamente cilíndricos.

## Descripción
Son arbustos epífitas, con látex lechoso escaso. Las hojas sésiles, espatuladas, de 10–14 cm de largo y 5–7 cm de ancho, el ápice redondeado a casi truncado, base anchamente cuneada, los nervios laterales mayormente 5 o 6 por cm. Las inflorescencias erectas, de 8–20 cm de largo; con yemas de 5–6 mm de diámetro, pétalos rosados; estambres (vistos en yema pequeña)  4, aparentemente cada uno con 2 bolsas apicales y distantes y 2 laterales, el conectivo grueso y produciendo resina, ovario rodeado por un anillo estaminodial resinoso, estigmas 8–13, sésiles. Fruto estrechamente cilíndrico, de 3–3.5 cm de largo y ca 0.5 cm de ancho, verde.

## Distribución y hábitat
Conocida en Nicaragua por una colección (Rueda 9286) de pluvioselvas, Río San Juan; en alturas de 150–280 metros; florece en nov; desde Nicaragua, Panamá, Colombia, Ecuador y Perú.

## Taxonomía
Clusia fructiangusta fue descrita por José Cuatrecasas Arumí y publicado en Revista de la Academia Colombiana de Ciencias Exactas, Físicas y Naturales 8: 33–34. 1950.
Etimología
Clusia: nombre genérico otorgado en honor del botánico Carolus Clusius.
fructiangusta: epíteto latíno que significa "con fruto estrecho". 